# Sphaerostephanos spenceri
Sphaerostephanos spenceri är en kärrbräkenväxtart som först beskrevs av Edwin Bingham Copeland och Christ, och fick sitt nu gällande namn av Holtt. Sphaerostephanos spenceri ingår i släktet Sphaerostephanos och familjen Thelypteridaceae. Inga underarter finns listade.